# Pansarbandvagn 302
Pansarbandvagn 302 (militärförkortning: pbv 302), med smeknamnet Pebban, är ett svenskt pansarskyttefordon från 1960-talet som användes för pansarskytte, trupptransport, personaltransport, sjuktransport och materieltransport. Det fanns även specialversioner för stridsledning, eldledning och batteriplatstjänst. Vagnen är amfibisk och kan efter vissa förberedelser simma.

## Historia
Pansarbandvagn 302 (pbv 302) utvecklades för att möta den kravspecifikation på stridsfordon som den svenska armén ställt i början av 1960-talet. Hägglund & Söner hade den första prototypen klar 1962 och serien tillverkades åren 1965–1972. År 1966 kom den första pbv 302 i tjänst och började då successivt ersätta pansarbandvagn 301.
Vagnen användes av de svenska fredsbevarande styrkorna i Bosnien under åren 1993–2000, samt av de svenska fredsbevarande styrkorna i Kosovo åren 1999–2013. De vagnar som användes internationellt blev bland annat modifierade med luftkonditioneringssystem, ett bättre brandsläckningssystem och skydd mot sekundärsplitter. I den svenska utlandsstyrkan var vagnarna företrädesvis helt vita under FN-ledda United Nations Protection Force (UNPROFOR), men även helt gröna och i fyrfärgskamouflage under Nato-ledda Implementation Force (IFOR) och senare Stabilisation Force (SFOR).
Genom försvarsbeslutet 2000 och försvarsbeslutet 2004 började pbv 302-systemet att fasas ut ur krigsorganisationen för istället bli placerat i förbands- eller materielreserven. Dock så har en stor del av de ursprungliga beställda vagnarna skrotas genom en rad olika beslut. År 2005 gjordes en första avveckling av 160 vagnar. År 2007 avvecklades och skrotades ytterligare 210 vagnar. Utifrån hur anskaffningen av nya stridsfordonssystem fortlöpte, som var tänkta att ersätta pansarbandvagn 302, så skulle en total avveckling av pansarbandvagn 302 påskyndas. Dock så gjorde FMV en utredning 2007 gällande möjligheter till att livstidsförlänga systemet med 20 år genom att tillföra en ny drivlina, bättre skydd och beväpning. Dock så ansågs det inte ekonomiskt försvarbart då FMV kom fram till att en total ombyggnation krävdes för att fordonet skulle kunna möta framtidens krav på stridsfordon.
Som en konsekvens av försvarsbeslutet 2009 kom samtliga vagnar, cirka 360 stycken, av B-versionen att avvecklas och skrotas. Intill åren 2016–2018 så planerades att endast C-versionen (exklusive varianterna 3023 och 3025) skulle finns kvar. I och med införandet av Insatsorganisation 14 så utgick Pbv 302 i samtliga varianter ur krigsorganisationen då dess roll kommit att ersättas helt av stridsfordon 90. År 2018 uppgavs det att det fanns uppskattningsvis 180 vagnar kvar av pansarbandvagn 302 (med högst varierande teknisk status), vilka då var placerade i förbands- eller materielreserven.
Den 29 maj 2024 meddelade regeringen att hela det kvarvarande svenska beståndet, cirka 250 stycken, av pbv 302 skulle doneras till Ukraina för att där bli del av den ukrainska arméns nya mekaniserad brigader i kriget mot Ryssland. Ukraina godkände materielet och har stort behov av materiel, men man menar även att de var gamla och därmed hade specifikationer som var svaga för användning på ett modernt slagfält, rapporterades bland annat av Kyiv Independent. I paketet ingick också 50 stycken modernare och kraftfullare CV90, inklusive ytterligare 1 000 stycken för vilka tillverkning inleddes.

## Besättning
Besättningen som sitter framtill består av skytt, förare och vagnschef. Skytten sitter längst fram till vänster under vapenhuven, som ibland felaktigt benämns tornet, vagnschefen till höger och föraren i mitten längst fram.
Personer som transporteras i stridsutrymmet bak räknas inte till besättningen.

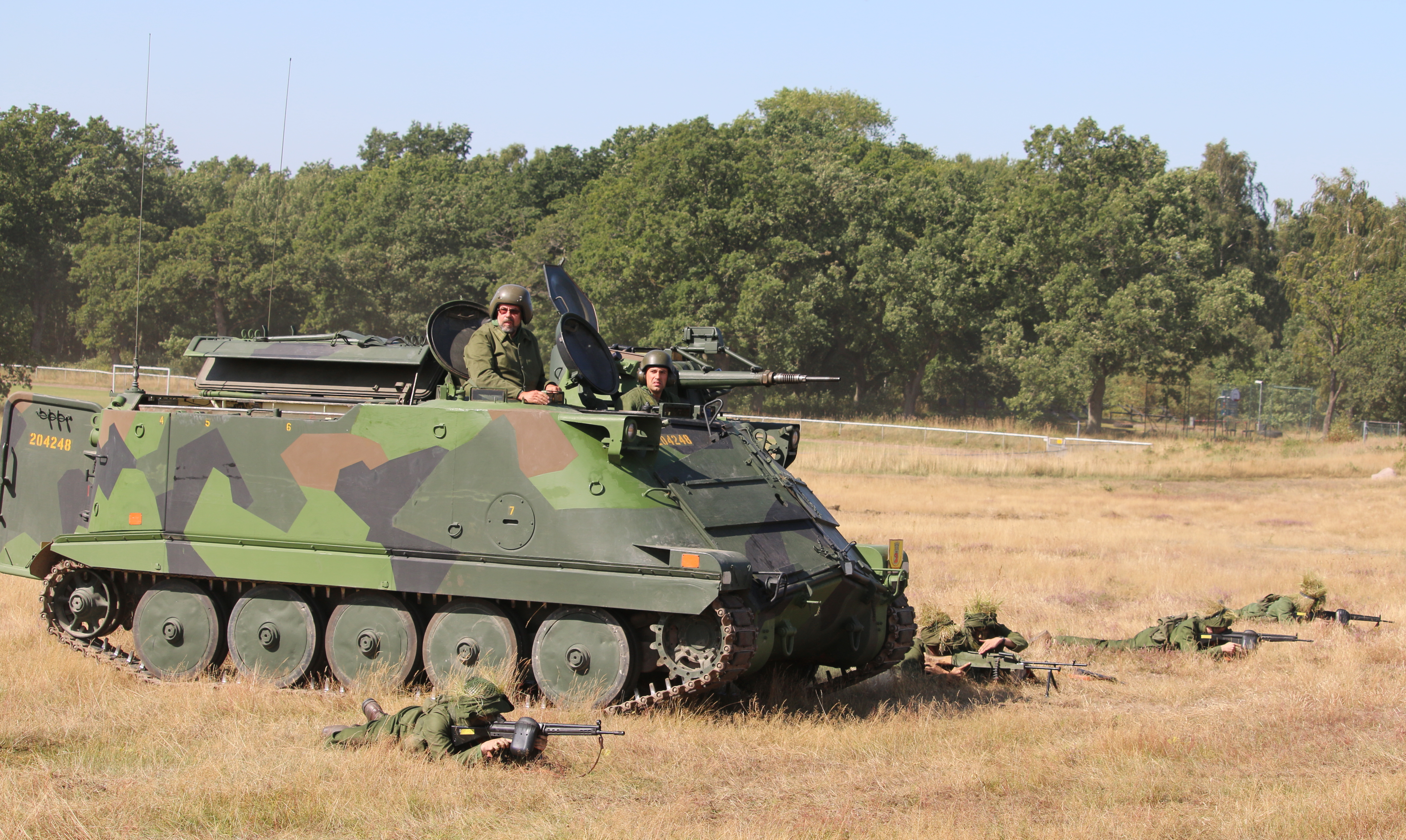
Stridsgruppering vid avsutten strid.

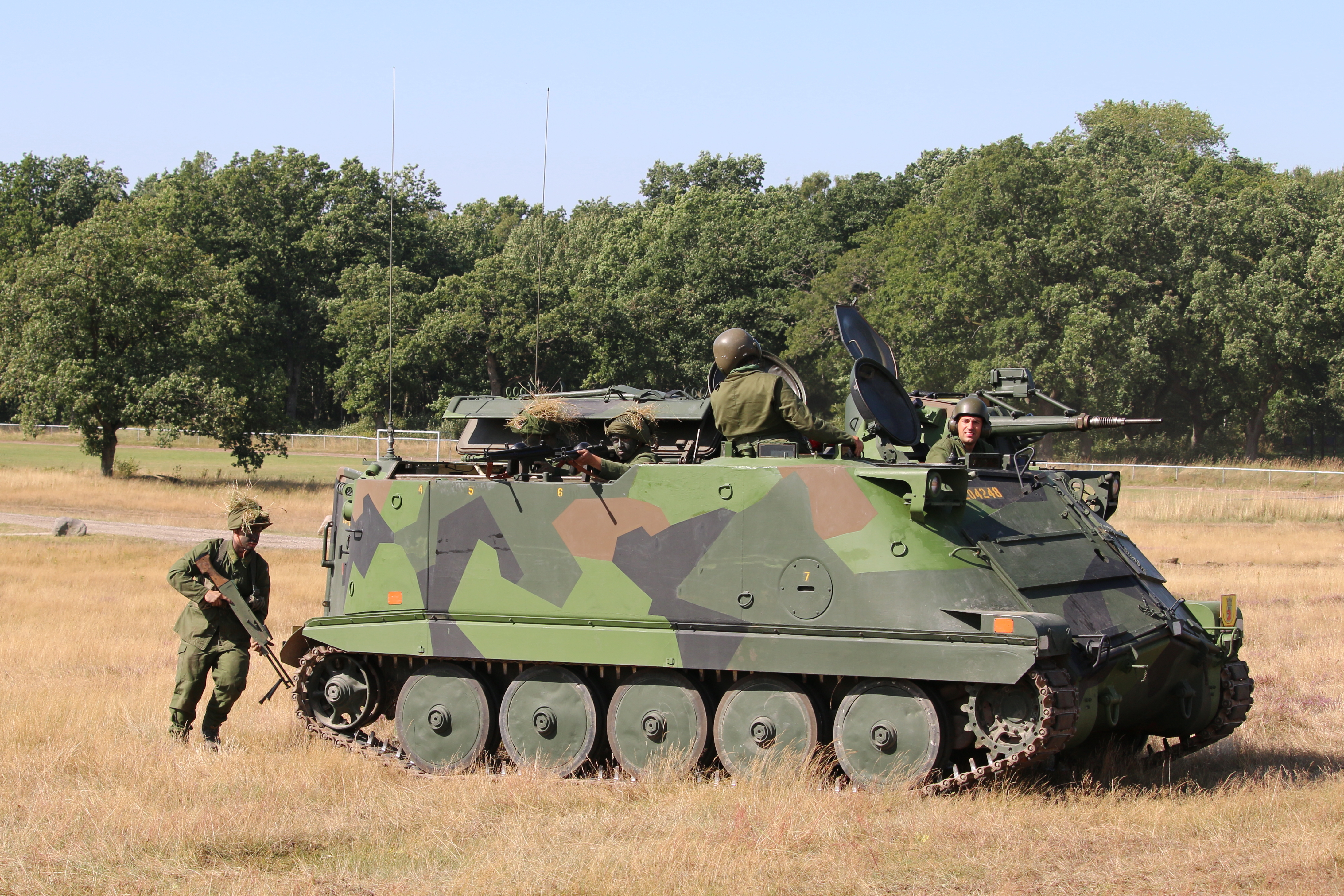
Soldaterna bemannar stridsluckorna.

## Transport
Vagnen kan transportera nio soldater, inklusive en vagnchef, med full stridsutrustning. De stiger i och ur genom två dörrar på vagnens baksida. Pansarskyttegruppen består normalt av sju man och är organiserad med en gruppchef, hans ställföreträdare och två omgångar, den ena med kulspruta, den andra med granatgevär. De kan även skjuta och strida från två luckor i taket. Dessa benämns stridsluckor och öppnas och stängs med hydraulik. Strid från stridsluckorna benämns vagnstrid och avsutten strid närstrid. Vanligen står skyttegruppen upp i stridsluckorna för att understödja besättningen med observation.
Det finns även en version för en robotgrupp med robot 56 Bill. Inredningen är anpassad för att få plats med robotar och lavett med sikte. Den bakre dubbelstolen är borttagen och därför får endast sex soldater plats i stridsutrymmet.

## Beväpning
Pansarbandvagn 302 är beväpnad med en 20 mm Hispano Suiza HS 804 automatkanon (m/47D) i en vapenhuv på vänster sida av vagnsfronten. Denna pjäs var ursprungligen avsedd för flygplan, till exempel J 29. Kanonen matades med bandmatare eller magasin, beroende på vilken ammunition (spränggranat eller pansarprojektil) som används. Spränggranater matades ur bandlådor med 135 granater och pansarprojektiler ur 10-skottsmagasin. Tre bandlådor och tio magasin medfördes i vagnen. Eftersom bandmataren ansågs alltför tekniskt komplicerad och underhållskrävande byttes den ut mot 30-skottsmagasin, varav tio medförs.
Kanonen handriktas i två hastigheter, kan höjas +37° och sänkas -10°, medan huven kan vridas 360°. Periskopsiktet har åtta gångers förstoring och ballistisk streckskala. För luftmålsbekämpning, strid på korta avstånd eller när skytten sitter med tornluckan öppen finns även ett reflexsikte på eldröret. För övningssyfte monteras en kulspruta av typen ksp 58 utvändigt, parallellt med kanonen i en så kallad hjälpvapenhållare. Från 2009 fanns en permanent anordning för yttre montage av ksp 58 som ersätter hjälpvapenhållaren i syfte att ge vagnen en sekundär beväpning. 
Vagnen är försedd med två rökkastarbatterier om vardera tre utskjutningsrör för närskyddsrök. Närskyddsröken är momentan, består av vit fosfor och döljer vagnen i spektrumet för synligt ljus.

## Versioner

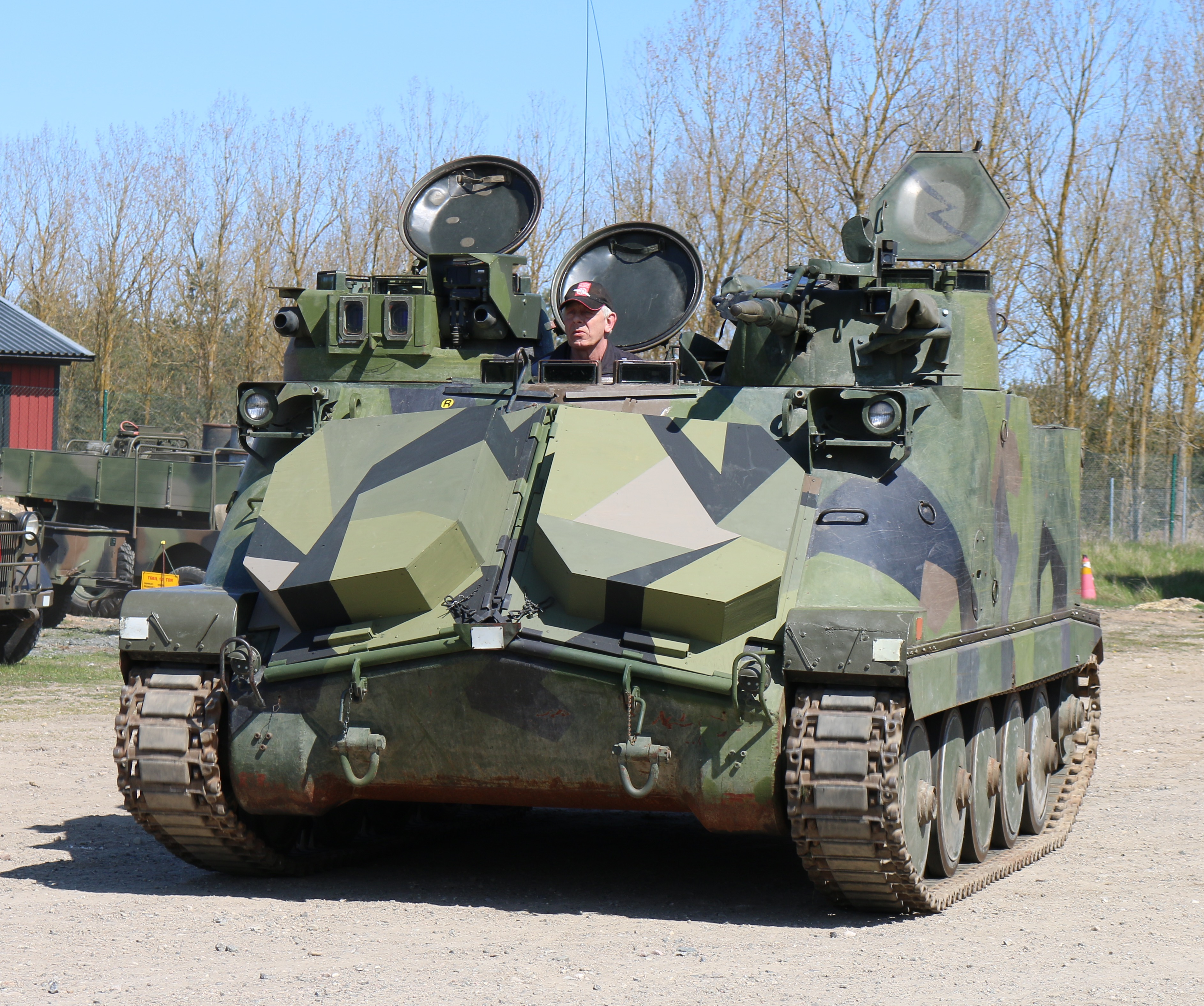
Eldledningspansarbandvagn 3022 med eldledningshuven till vänster om förarens huvud.

Den 25 februari 1966 levererades det första seriefordonet (nr 4002) till Göta livgarde i Enköping, därefter pågick leveranserna fram till 1972. Där under tiden hade en tilläggsbeställning gjorts av ytterligare fyra varianter av pansarbandvagnen. Totalt togs 518 pbv 302 fram i trupptransportversionen och 126 vagnar i specialversioner – 69 vagnar för stridsledning (stripbv 3021), 48 vagnar för eldledning (epbv 3022) samt 9 vagnar som batteriplatsfordon (bplpbv 3023).
Pansarbandvagn 302A, grundutförande.
- Stridsledningspansarbandvagn 3021, 70 vagnar, för bataljons- och brigadstaber.
- Eldledningspansarbandvagn 3022, 50 vagnar. Epbv 3022 är en specialutrustad pbv 302, den huvudsakliga skillnaden är att epbv 3022 har en eldledningshuv, eldledningsstativ samt navigeringsutrustning.
- Batteriplatspansarbandvagn 3023, nio vagnar, en per bandkanon 1-kompani.
- Radiolänkpansarbandvagn 3024
- Sjuktransportpansarbandvagn 3026

Pansarbandvagn 302B, vagn med invändigt splitterskydd (s.k. liner) och utvändigt tilläggsskydd.
- Stridsledningspansarbandvagn 3021B

Pansarbandvagn 302C, som 302B med lyskastare, nya lysen, ny turbo, klimatanläggning och förstärkt fjädring.
- Stridsledningspansarbandvagn 3021C
- Eldledningspansarbandvagn 3022C
- Batteriplatspansarbandvagn 3023C
- Radiolänkpansarbandvagn 3024C
- Pjäsrekognoseringspansarbandvagn 3025C

Pansarbandvagn 302H